# Milax
Milax är ett släkte sniglar som tillhör familjen sydsniglar.
Typart för släktet är mörk sydsnigel (Milax gagates).